# 第49回世界卓球選手権個人戦

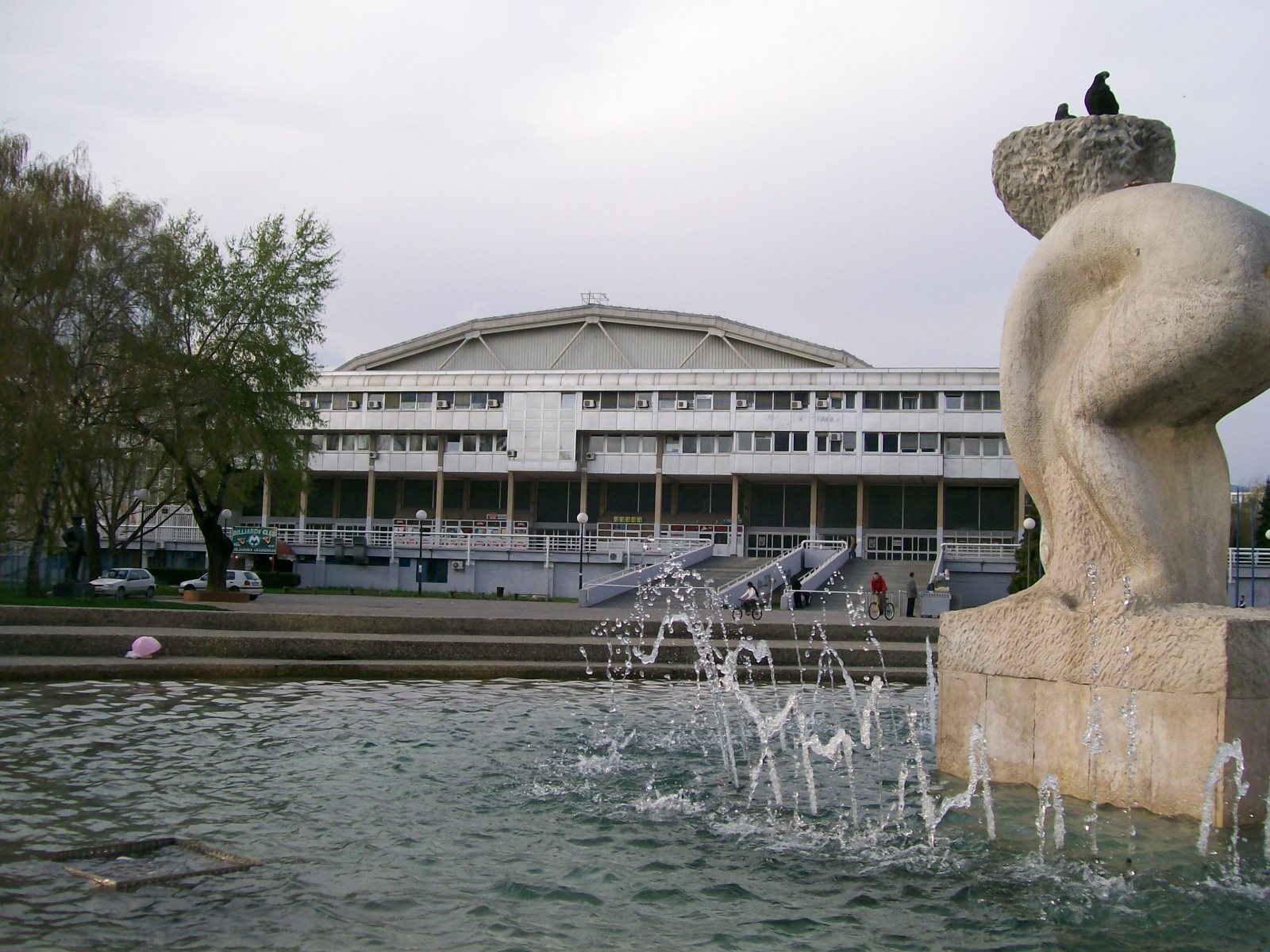

第49回世界卓球選手権個人戦（だい49かいせかいたっきゅうせんしゅけんこじんせん）は2007年5月21日から5月27日にクロアチアのザグレブで開催された。全ての種目で中国勢が優勝を独占した。

## 結果
| 種目           | 優勝        | 2位         | 3位                   | 3位                   |
| -------------- | ----------- | ----------- | --------------------- | --------------------- |
| 男子シングルス | 王励勤      | 馬琳        | 柳承敏                | 王皓                  |
| 女子シングルス | 郭躍        | 李暁霞      | 張怡寧                | 郭焱                  |
| 男子ダブルス   | 馬琳 陳玘   | 王皓 王励勤 | 李静 高礼澤           | 蔣澎龍 張雁書         |
| 女子ダブルス   | 王楠 張怡寧 | 郭躍 李暁霞 | リ・ジャウェイ 王越古 | キム・キョンア 朴美英 |
| 混合ダブルス   | 王励勤 郭躍 | 馬琳 王楠   | 邱貽可 曹臻           | 高礼澤 帖雅娜         |

## 日本選手の戦績
日本からは男子シングルスに韓陽、松下浩二、岸川聖也、水谷隼、松平健太の5名、女子シングルスに福原愛、平野早矢香、福岡春菜、樋浦令子、藤井寛子の5名、男子ダブルスに岸川聖也、水谷隼組、高木和卓、松平健太組、女子ダブルスに福原愛、藤沼亜衣組、平野早矢香、石川佳純組、混合ダブルスに水谷隼、福岡春菜組、岸川聖也、福原愛組、韓陽、藤沼亜衣組、高木和卓、平野早矢香組、松平健太、石川佳純組が出場した。

### 男子シングルス
- 韓陽（26位）2回戦でヨルグ・ロスコフを破ったが、3回戦でカリニコス・クレアンガに敗れてベスト32。
- 松下浩二（47位）1回戦でルーマニアのアンドレイ・フィリモンに敗れた。
- 岸川聖也（88位）2回戦で中国の郝帥に敗れた。
- 水谷隼（94位）2回戦で世界ランキング12位の李静をストレートで破った。3回戦でシンガポールのガオ・ニンに敗れてベスト32。
- 松平健太（131位）1回戦で世界ランキング22位のピーター・コルベルをストレートで破った後、2回戦で香港の梁柱恩に3-4で敗れた。

順位は2007年5月の世界ランク

### 男子ダブルス
- 岸川聖也、水谷隼組 2回戦でヨルゲン・パーソン、ホーカンソン組、3回戦で馬龍・郝帥組を破り準々決勝で王皓、王励勤組と対戦したが2-4で敗れベスト8。
- 高木和卓（86位）、松平健太組 1回戦でブラディミル・サムソノフ、ネフベドビッチ組に敗れた。

順位は2007年5月の世界ランク

### 女子シングルス
- 福原愛（11位）3回戦でルーマニアのダニエラ・ドデアンに敗れた。
- 平野早矢香（17位）3回戦でルーマニアのエリザベータ・サマラに敗れた。
- 福岡春菜（23位）2回戦でルーマニアのダニエラ・ドデアンに敗れた。
- 樋浦令子（49位）2回戦で中国の李暁霞に敗れた。
- 藤井寛子（54位）2回戦で韓国のパク・ミヨンに敗れた。

順位は2007年5月の世界ランク

### 女子ダブルス
- 福原愛、藤沼亜衣（62位）組 2回戦で韓国ペアに敗れた。
- 平野早矢香、石川佳純（158位）組 2回戦で北朝鮮ペアに敗れた。

順位は2007年5月の世界ランク

### 混合ダブルス
- 水谷隼、福岡春菜組 3回戦で中国の馬琳、王楠組に3-4で敗れた。
- 岸川聖也、福原愛組 3回戦で北朝鮮ペアに敗れた。
- 韓陽、藤沼亜衣組 3回戦で中国の許昕、郭焱組に3-4で敗れた。
- 高木和卓、平野早矢香組 2回戦でシンガポールペアに敗れた。
- 松平健太、石川佳純組 2回戦でロシアペアに敗れた。

## 日本での放送
テレビ東京系列で放送が行われた。キャスターに石原良純、大橋未歩、解説に佐藤利香、実況を植草朋樹、矢内雄一郎、現地レポートを大竹佐知が担当した。またGOING UNDER GROUNDの『胸いっぱい』が番組テーマ曲に利用された。